# Adriana Leal da Silva
Adriana Leal da Silva, conosciuta semplicemente come Adriana o Maga (União, 17 novembre 1996), è una calciatrice brasiliana, attaccante dell'Al-Qadisiya e nella nazionale brasiliana.

## Carriera

### Club
Adriana è nata a União, nel Piauí, e ha giocato per il Tiradentes nei campionati interstatali e brasiliani. Nel 2016 è stata ingaggiata dal Rio Preto, in sostituzione di Darlene de Souza.
Adriana ha segnato quando il Corinthians ha vinto il Campeonato Brasileiro de Futebol Feminino 2018, battendo in finale il suo ex club Rio Preto per 5-0 su base aggregata. I suoi 14 gol in campionato l'hanno resa la seconda miglior marcatrice ed è stata nominata per il Prêmio Craque do Brasileirão 2018.
Dal 2023 al 2024 ha giocato con l'Orlando Pride, militante nella NWSL, la massima serie professionistica statunitense. Con la formazione della Florida ha vinto nella stagione 2024 prima il NWSL Shield e poi il campionato NWSL, grazie alla vittoria dei play-off. Il 30 gennaio 2025 è stato annunciato il suo trasferimento alla squadra saudita dell'Al-Qadisiya; all'Orlando Pride è stata versata la commissione più alta nella storia del club ed una delle tre più elevate nella storia della NWSL.

### Nazionale
Adriana inizia a essere convocata nella nazionale brasiliana fin dal 2017, inserita dal commissario tecnico Vadão nella rosa delle calciatrici che disputano il Torneo internazionale di Yongchuan, torneo a invito che si svolge in Cina, nell'autunno di quell'anno, debuttando con la maglia verdeoro il 20 ottobre, rilevando Gabi Zanotti nell'incontro vinto 3-0 sul Messico e siglando la sua prima rete cinque giorni più tardi, nel pareggio per 2-2 con le padrone di casa della Cina.
L'anno successivo Vadão decide di impiegarla nel corso del Tournament of Nations 2018, ma è stata esclusa dalla rosa finale delle 22 giocatrici selezionate per il campionato sudamericano di Cile 2018. È stata convocata nuovamente per due amichevoli con il Canada nel settembre 2018.
Nel 2019 il ct brasiliano decide di concederle fiducia inserendola nella lista definitiva delle 23 calciatrici convocate per il Mondiale di Francia 2019 annunciata il 16 maggio, tuttavia il giorno successivo, a causa di un infortunio ai legamenti del ginocchio, ha dovuto essere sostituita da Luana.
Per riuscire a disputare un torneo ufficiale con la sua nazionale deve attendere l'estate 2022, inserita nella lista delle 23 giocatrici convocate dal nuovo CT Pia Sundhage, che ha rilevato Vadão sulla panchina del Brasile dall'agosto 2019, per il Copa América di Colombia 2022, dove si rende protagonista già dalla fase a gironi siglando due doppiette nelle vittorie, rispettivamente per 4-0 e 3-0, sull'Argentina e Uruguay.

## Palmarès

### Competizioni interstatali
- Campionato paulista femminile: 5

Rio Preto: 2016, 2017
Corinthians: 2019, 2020, 2021

### Competizioni nazionali
- Campionato brasiliano: 3

Corinthians: 2018, 2020, 2021
- Supercoppa brasiliana femminile: 1

Corinthians: 2022
- National Women's Soccer League: 1

Orlando Pride: 2024
- NWSL Shield: 1

Orlando Pride: 2024

### Competizioni internazionali
- Coppa Libertadores: 2

Corinthians: 2019, 2021

### Nazionale
- Argento olimpico: 1

Parigi 2024
- Torneo internazionale di Yongchuan: 1

2017
- Torneio Internacional de Futebol Feminino: 1

2021